# Vincenzo Venturi
Vincenzo Venturi (13 luglio 1905 – ...) è stato un calciatore italiano, di ruolo centrocampista.

## Carriera
Ha disputato 9 partite con il Napoli nel campionato di Divisione Nazionale 1926-1927.
Lasciato il Napoli nel 1927, ha militato in seguito nel Molinella.